# Staroje Krieszczeno
Staroje Krieszczeno (ros. Старое Крещено) – wieś (dieriewnia) w Rosji, w Mari El, w rejonie orszańskim. W 2010 liczyła 433 mieszkańców.